# Forêt nationale de Grand Mesa
La forêt nationale de Grand Mesa, en anglais Grand Mesa National Forest, est une forêt nationale américaine située dans l'ouest du Colorado. Couvrant 1 402 km2, cette aire protégée créée le 24 décembre 1892 est gérée par le Service des forêts des États-Unis.